# Myslín
Myslín (deutsch Mislin) ist eine Gemeinde in Tschechien. Sie liegt zwei Kilometer nordwestlich von Mirovice und gehört zum Okres Písek.

## Geographie

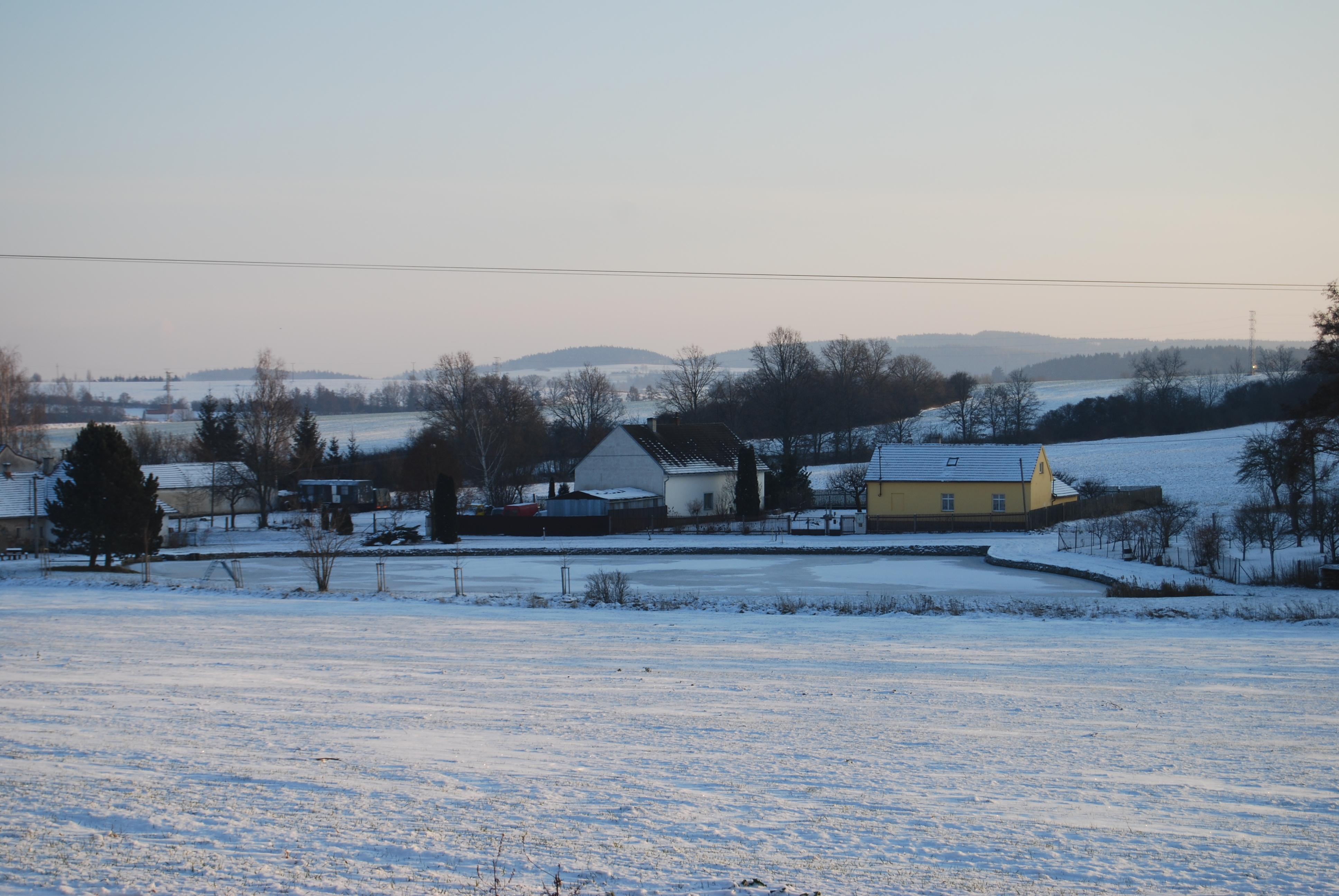
Myslín

Myslín liegt im Mittelböhmischen Hügelland. Das Dorf befindet sich unterhalb der Einmündung des Baches Hrádecký potok im Tal der Vlčava. Durch den Ort führt die Bahnstrecke Protivín–Zdice. Westlich verläuft die Staatsstraße I/19 zwischen Březnice und Mirovice. Nordöstlich erheben sich der Myslínek (Wojenitzberg, 492 m) und die Ohařská hora (518 m), im Osten die Šibená (484 m), südöstlich der Háj (516 m), im Südwesten der Holý vrch (513 m), westlich der Čihadlo (515 m) sowie im Nordwesten die Rampaška (516 m) und die Šance (Schwedenschanze, 512 m).
Nachbarorte sind Stražiště, Dobrá Voda und Nestrašovice im Norden, Řejvodův Mlýn, Ohař, Boješice und Zalužany im Nordosten, Šerkov im Osten, Lety, Horosedly und Mirovice im Südosten, Urbanův Mlýn, Na Návrší, Podskalí und Plíškovice im Süden, Sochovice, Ráztely, Draheničky, Holy Vrch und Drahenice im Südwesten, Simínský Mlýn und Hudčice im Westen sowie Počaply, Počapelský Mlýn, Lhotka, Na Drahách, Na Pazdernách, Zámecký okres, Březnice und Bor im Nordwesten.

## Geschichte
Es wird vermutet, dass auch im Tal der Vlčava, wie an anderen südböhmischen Flüssen, ab dem 10. Jahrhundert v. Chr. mit dem Goldseifen begonnen wurde. Archäologische Funde belegen eine Besiedlung der Gegend seit der Slawenzeit. Auf dem Hügel Šance über dem Zusammenfluss von Mlýnský potok und Vlčava befand sich im Frühmittelalter die slawische Burg Bozeň, die das Zentrum des Gebietes Bozeňsko bildete. Am 17. Dezember 1239 wurde das Dorf Mizlin in einer Besitzbestätigungsurkunde König Wenzels I. für das Kloster Kladruby genannt, es ist jedoch nicht sicher, ob sich dies auf Myslín bezieht.
Wahrscheinlich entstand Myslín erst im 14. Jahrhundert nach dem Bau der Feste Myslín aus einer Vorburg und späterem Vorwerkshof der Feste. Deren Besitzer waren im 14. und 15. Jahrhundert die Herren von Myslín. Das ursprüngliche Dorf lag linksseitig der Vlčava gegenüber der Feste. 1532 erwarben die Vladiken Laubsky von Lub (Loubský z Lub) den Rittersitz Myslín erblich. Im Jahre 1572 gehörte das Gut den Brüdern Johann und Ignaz Laubsky von Lub, die auch Zalužany besaßen. Bis zum Dreißigjährigen Krieg bewirtschaften die Laubsky von Lub das Gut mit Gewinn und lebten in Wohlstand. Von den Folgen des Krieges konnte sich die Familie Laubsky nicht mehr erholen und verschuldete sich zunehmend. Die Laubsky von Lub hielten das Gut noch bis 1668, letzter Besitzer aus diesem Geschlecht war ab 1660 Adam Ignaz Laubsky von Lub. Am 20. Dezember 1679 kauften Johann Christian Fürst von Eggenberg das Gut Myslín auf und schlug es dem Familienfideikommiss Worlik zu. Nachdem 1717 die Eggenberger im Mannesstamme erloschen, erbte 1719 das Haus Schwarzenberg deren Besitzungen.
Im Jahre 1837 umfasste das Gut Mislin die Dörfer Mislin und Stražissť (Stražiště) sowie fünf Häuser von Plischkowitz (Plíškovice) und ein Haus von Sochowitz (Sochovice). Das Dorf Mislin bestand aus 39 Häusern mit 339 Einwohnern, darunter einer Israelitenfamilie. Im Ort gab es ein kleines herrschaftliches Schloss, einen Meierhof, ein Wirtshaus und eine Mühle. Abseits lagen die aus fünf verstreuten Häusern bestehende Einschicht Straž / w podacých (Na Drahách und Na Pazdernách) und der Rustikalhof Lhota oder Podskaly (Lhotka). Pfarr- und Schulort war Mirowitz. Bis zur Mitte des 19. Jahrhunderts bildete das Gut Mislin einen Teil der Fideikommissherrschaft Worlik samt den Allodialgütern Zalužan, Zbenitz und Bukowan.
Nach der Aufhebung der Patrimonialherrschaften war Myslín/Mislin ab 1850 ein Ortsteil der Gemeinde Lety in der Bezirkshauptmannschaft Písek und dem Gerichtsbezirk Mirowitz.
Zwischen 1873 und 1875 erfolgte rechtsseitig der Vlčava unterhalb der Feste der Bau der Bahnstrecke Protivín–Zdice. In der nachfolgenden Zeit entstanden um die Bahnstation neue Häuser, so dass heute der größere Teil von Myslín rechts der Vlčava liegt. Im Jahre 1887 lösten sich Myslín und Stražiště von Lety los und bildeten die Gemeinde Myslín. Im Zuge der Bodenreform wurde das zum Großgrundbesitz der Fürsten Schwarzenberg gehörige Gut Myslín zwischen 1923 und 1924 parzelliert, der verbliebene Rest des Gutes fiel dabei dem tschechoslowakischen Staat zu. Der Ortsteil Stražiště wurde 1952 auf eigenen Wunsch nach Počaply umgemeindet. Die Bahnstation Myslín wurde 1971 stillgelegt. Am 1. Jänner 1988 wurde Myslín nach Mirovice eingemeindet. Zum 1. März 1992 löste sich Myslín wieder von Mirovice los und bildete eine eigene Gemeinde. Seit 2008 führt die Gemeinde ein Wappen und Banner.

## Gemeindegliederung
Für die Gemeinde Myslín sind keine Ortsteile ausgewiesen. Zu Myslín gehört die Einschicht Lhotka.

## Sehenswürdigkeiten
- Feste Myslín, das Renaissanceportal von 1595 zeigt das Wappen der Laubsky von Lub. Sie gehört zu den Kulturdenkmalen des Okres Písek
- Bildstock westlich hinter der Feste am ehemaligen Kuhstall
- Bildstock am Feldweg nordwestlich hinter der Feste
- Bildstock am Haus Nr. 17
- Glockenturm
- Mehrere Wegkreuze
- Jüdischer Friedhof Mirovice, südlich des Dorfes gegenüber der Mühle Urbanův mlýn

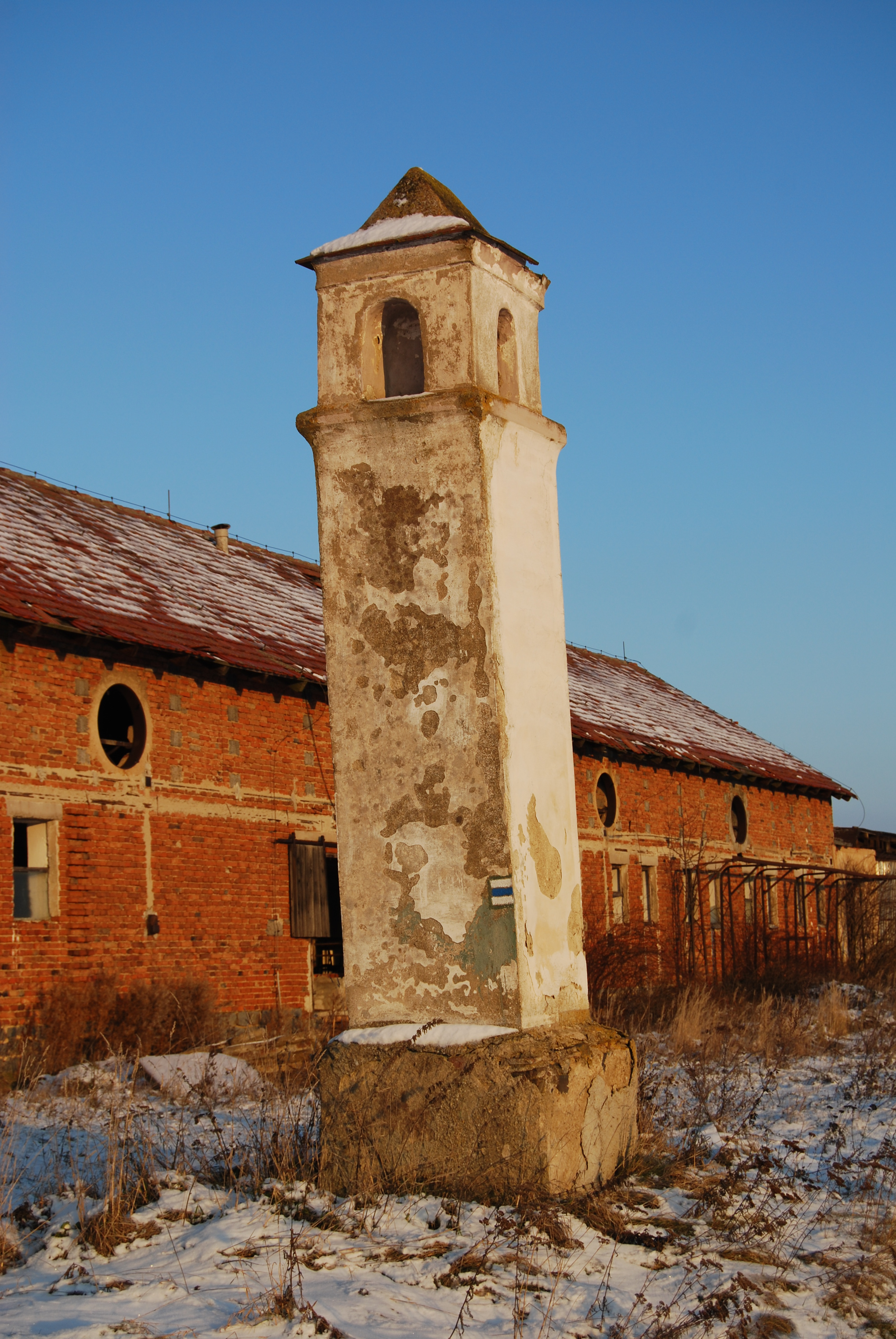
Bildstock, westlich hinter der Feste
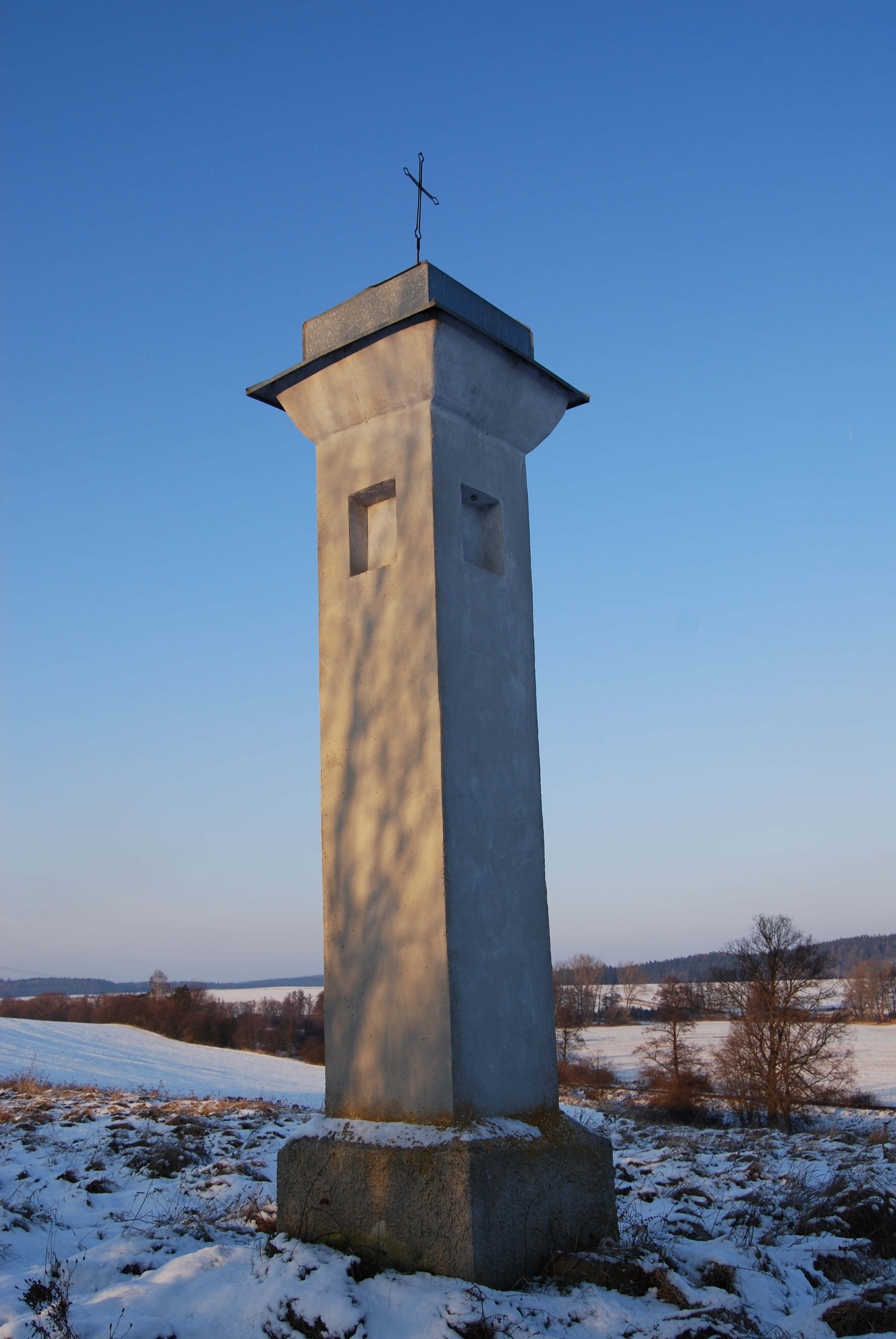
Bildstock, nordwestlich hinter der Feste